# کروماتیسم

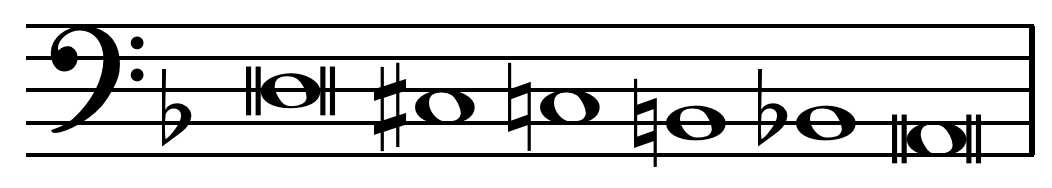
کروماتیک چهارم: خط باس در Dm (D-C ♯ (♮) –B – B ♭ –A) پیوند=| دربارهٔ این صدا

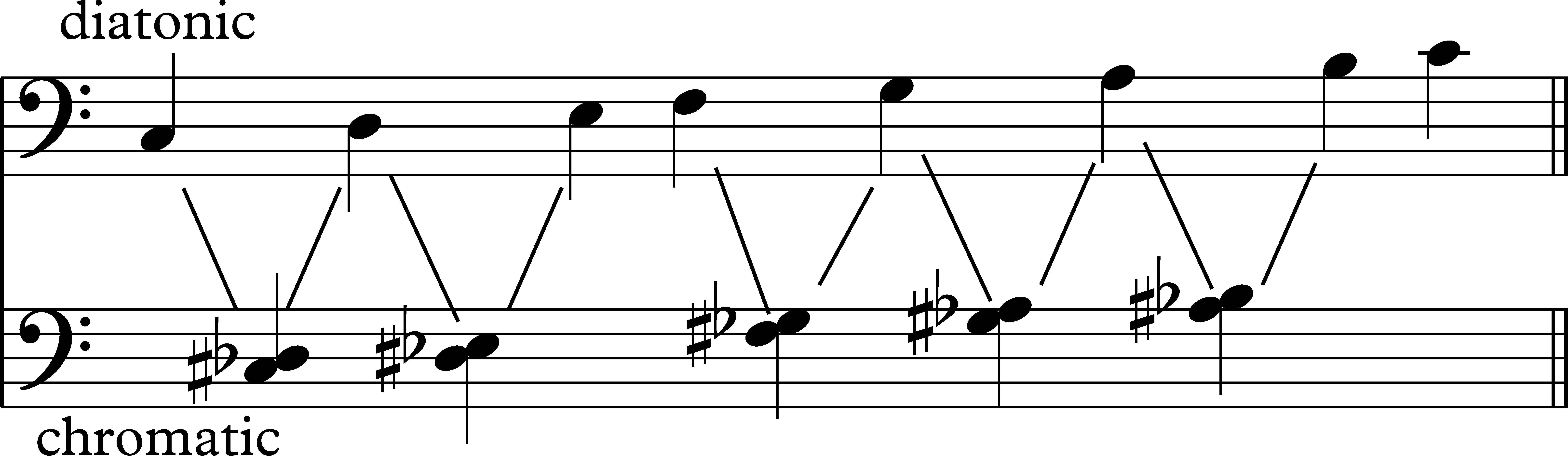
نتهای گام دیاتونیک (فوق) و نتهای کروماتیک خارج گام (در زیر)

کروماتیسم (به انگلیسی: Chromaticism) تکنیکی در آهنگسازی است که در آن پیچ‌های دیاتونیک اصلی و آکوردها با دیگر نت‌های گام کروماتیک در هم آمیخته می‌شوند. کروماتیسم در تضاد یا ادامه ای از تونالیته یا دیاتونیسیسم و مدالیته (گام‌های ماژور و مینور، یا «کلید سفید») است. از عناصر کروماتیک به عنوان تزئینات یا جایگزینان اعضای گام دیاتونیک یاد می‌شود.
نه تنها در ابتدای آهنگسازی که در میانهٔ آن، هر درجه از گام کشش دارد تا با تمام قوا ارزشی والا از تونیک را کسب کند، تا جایی که گویی قوی‌ترین درجهٔ آن گام است. اگر که آهنگساز این کشش را داخل سیستم دیاتونیک که درجه ای از آن است بدهد، من این روند تونالیزاسیون و این اتفاق رو کروماتیسم می‌دانم.— هاینریش شنکر (۱۹۰۶)

## توسعه کروماتیسم
جدول زمانی زیر به‌طور خلاصه برگرفته از ارائه Benward & Saker است:
دوره باروک (۱۶۰۰–۱۷۵۰) «سیستم گام‌های ماژور و مینور در اوایل دوره باروک توسعه یافت. این اتفاق همزمان با ظهور توجه به مقولهٔ کلید در موسیقی بود.»
دوره کلاسیک (۱۸۲۵–۱۷۵۰) «کلیدهای ماژور و مینور پایه و اساس موسیقی در دوره کلاسیک بودند. کروماتیسم بیشتر به عنوان بخش تزیینی در حدفاصل تغییراتی از یک کلید به کلید دیگر استفاده می‌شد … برای ایجاد تقسیمات رسمی استفاده می‌شد.»
دوره رومانتیک (۱۸۲۵–۱۹۰۰) «استفاده از کروماتیسم به حدی افزایش یافت که حیات سیستم ماژور و مینور در آستانهٔ تهدید قرار گرفت. در پایان دوره، کلیدها اغلب چنان با سرعت با در حال تغییر بودند که تونالیته نیز خود شروع به تجزیه شدن کرد.»
دوره پسا رمانتیک و امپرسیونیستی (۱۸۷۵–۱۹۲۰) «با تجزیهٔ سیستم کلید ماژور و مینور، آهنگسازان امپرسیونیست شروع به محک زدن دیگر گام‌ها کردند … به ویژه … گام پنتاتونیک، گام مدال و گام با تن کامل.»
دوره معاصر (۱۹۲۰ — کنونی) «گام کروماتیک در بیشتر موسیقی دوره ما غالب بوده‌است.»
موسیقی جاز و موسیقی عامه پسند (۱۹۰۰ — حاضر) «موسیقی عامه پسند بعنوان آخرین سنگر کلیدهای ماژور و مینور باقی مانده‌است. . . . گام بلوز «گونه ای کروماتیک از گام ماژور» اغلب در موسیقی جاز و موسیقی مردمی با تأثیرات بلوز یافت می‌شود.»

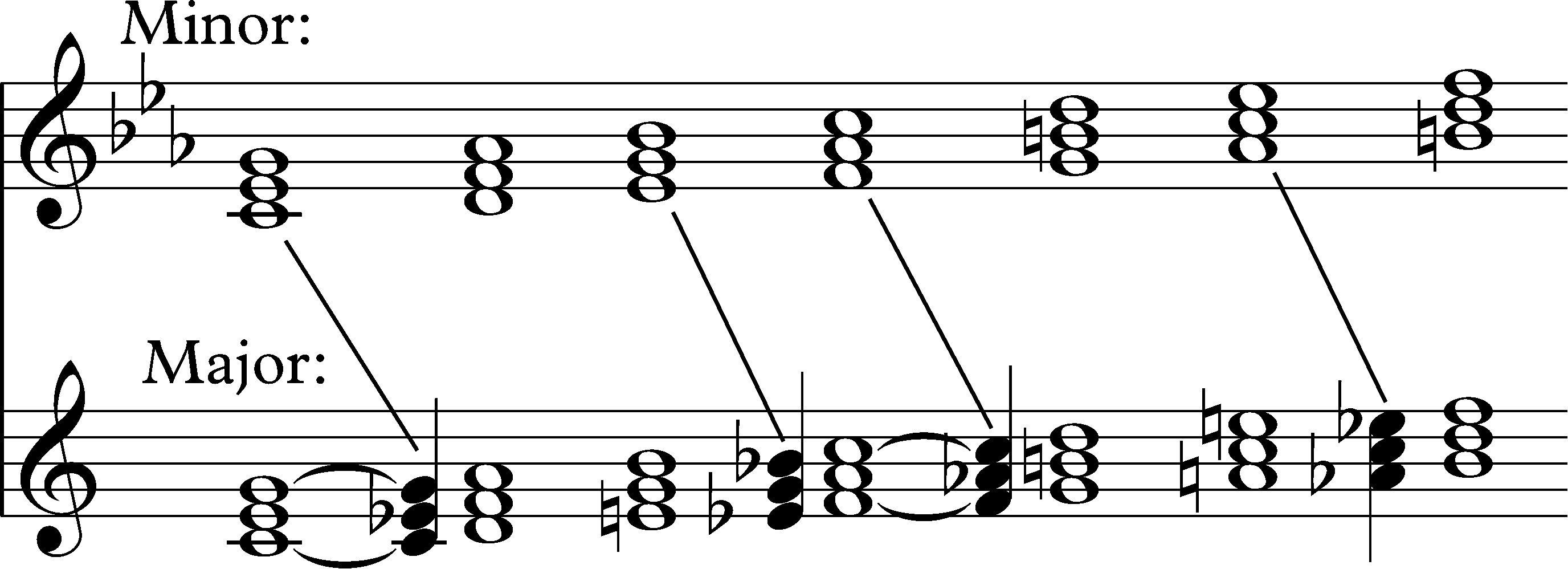
ترکیب مدال، با استفاده از تثلیث چینی مینور در کلید ماژور

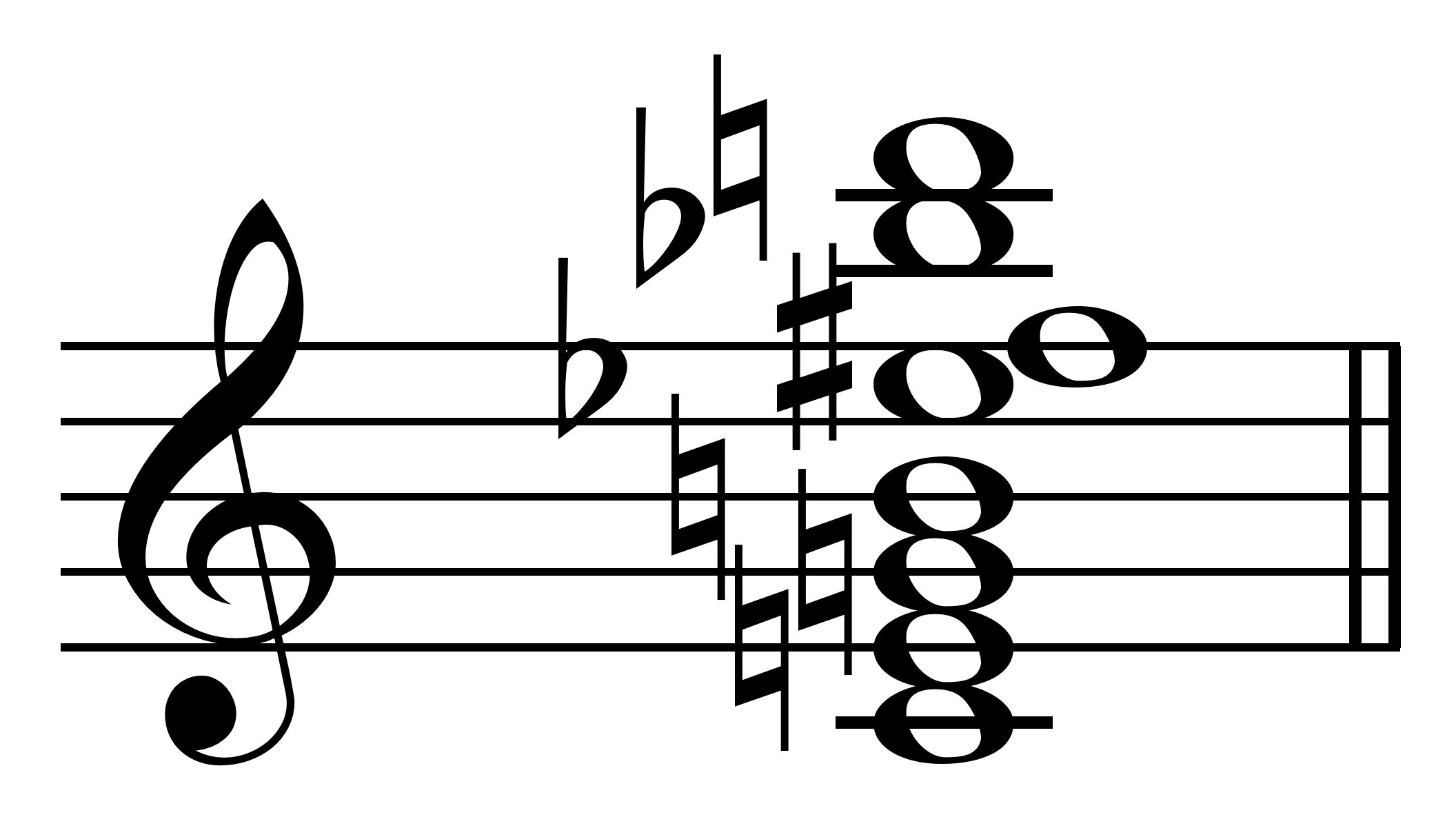
آکورد نهایی از آرنولد شونبرگ Sechs کلاین Klavierstücke, ll,موومان 2 در سوم: C – E – G – B – D ♯ –F ♯ –A ♯ –C پیوند=| دو تیز. پیوند=| دربارهٔ این صدا

از آنجا که تونالیته از میانهٔ دوم قرن نوزدهم شورع به گسترش کرد، و با وجود ترکیبات آکوردی، کلیدها و هارمونی‌های جدید مورد استفاده قرار گرفتتند، گام کروماتیک و کروماتیسم رواج بیشتری پیدا کرد بویژه در آثار ریچارد واگنر، مانند اپرا «تریستان و ایزولده». افزایش استفاده از کروماتیسم معمولاً نشانهٔ شکستن تونالیته است، لیست زیر بر اساس افزایش اهمیت استفاده از آن پرداخته‌است:
- ترکیب مدالی
- تن محسوس
- تونیزاسیون هر درجه از کروماتیک و دیگر کلیدهای ثانویه
- فضای مدال
- سازمانی از سلسله مراتبها از مجموعه کروماتیک مانند جورج پرل
- استفاده از آکورد غیر تونال به عنوان «کلید» / «گام» / «مقیاس تونیک» مانند آکورد تریستان